# 八巻アンナ
八巻 アンナ（やまき あんな、10月15日 - ）は、日本の女性声優。鳥取県出身。mitt management所属。

## 略歴
同志社大学文学部文化史学科卒業。
小学校高学年の頃から声優という仕事を意識し始める。高校時代には声優の専門学校の体験を受けたこともあったが、勇気が出ずに大学に進学するも、親に相談の上、大学と並行して芝居の勉強にも励んだ。
2025年6月1日、自身のXアカウントにて、5月31日付けでリマックスを退所しフリーランスとなったことを発表した。同年7月1日、mitt managementへの所属を発表した。

## 人物
趣味は寺・神社・古墳・博物館めぐり、お笑いライブ鑑賞。応援しているお笑いコンビはチーモンチョーチュウ。休日は映画や舞台を観るのも好む。音楽関連ではピアノを習っていたほか、高校時代にはドラムに打ち込んでいた。また、小学4年生から高校1年生まで卓球をやっていたが、これは惰性で続けていたものだという。
気の合う声優は、『アイドルマスター シャイニーカラーズ』でもユニットのメンバーである菅沼千紗。

## 不祥事
2022年8月下旬、公式アカウントとは別の八巻によるものと見られるTwitterアカウント（発覚後にアカウント削除済み）が見つかり、その中に共演者を含む同業者への陰口等、不適切な投稿が含まれていた。これを受けて同月30日、所属事務所のリマックスは、八巻の直筆コメントをウェブサイトに掲載し、過去のSNS投稿に関して謝罪した。9月2日配信のニコニコ生放送『八巻アンナの アンナことこんなこと!』では普段と番組内容を変更し、10分間、黒髪と黒スーツ姿の八巻による謝罪動画が配信された。

## 出演
太字はメインキャラクター。

### テレビアニメ
2018年
- citrus（女性）
- ゴールデンカムイ（子供たち）
- あっくんとカノジョ（マヤ）
- メルクストーリア -無気力少年と瓶の中の少女-（子供）
- ソラとウミのアイダ（田霧姫）
- 火ノ丸相撲（2018年 - 2019年、天王寺咲[8]）
- 抱かれたい男1位に脅されています。（女性B）

2019年
- とある科学の一方通行（受付嬢、女性研究員）
- からかい上手の高木さん2（ケーキ屋店員）
- 女子高生の無駄づかい（エリカ）
- まちカドまぞく（子供たち）
- ライフル・イズ・ビューティフル（2019年 - 2020年、五十嵐雪緒[9]）

2020年
- とある科学の超電磁砲T（エージェント）
- 魔法科高校の劣等生 来訪者編（ムラータの女性）
- ご注文はうさぎですか? BLOOM（女性客）
- A3!（アナウンス）

2021年
- Re:ゼロから始める異世界生活（オットーの母親）
- ホリミヤ（映画の女優）
- BLUE REFLECTION RAY/澪（少女）
- MARS RED（彩芽）
- ひげを剃る。そして女子高生を拾う。（音声案内）
- マブラヴ オルタネイティヴ（2021年 - 2022年、宗像美冴[10]） - 2シリーズ[一覧 1]

2022年
- ハコヅメ〜交番女子の逆襲〜（女）
- ジョジョの奇妙な冒険 ストーンオーシャン（黒髪）
- かぐや様は告らせたい-ウルトラロマンティック-（女子生徒）
- 盾の勇者の成り上がり（巫女）
- 異世界迷宮でハーレムを（盗賊、4話予告[11]、エルフ）
- ヒューマンバグ大学 -不死学部不幸学科-（下田桜、女の子）

2023年
- 文豪ストレイドッグス（女優A、キャスター、テレビアナウンサー） - 2シリーズ[一覧 2]

2024年
- 青の祓魔師 シリーズ（2024年 - 2025年[12]、医工騎士[13]、市民[12]、実験体[14]） - 2シリーズ[一覧 3]
- 最強タンクの迷宮攻略〜体力9999のレアスキル持ちタンク、勇者パーティーを追放される〜（冒険者B[15]）
- アイドルマスター シャイニーカラーズ（白瀬咲耶[16][17]） - 2シリーズ[一覧 4]
- ワンルーム、日当たり普通、天使つき。（女性[19]）
- チ。-地球の運動について-（異端の女[20]）

2025年
- BanG Dream! Ave Mujica（セーナ[21]）
- アラフォー男の異世界通販（アルストロメリア[22]）
- 忍ばない!クリプトニンジャ咲耶参の巻  [23]

### 劇場アニメ
- 劇場版 誰ガ為のアルケミスト（2019年、カティヤ）
- ブルーサーマル（2022年、空港アナウンス[24]）

### Webアニメ
- T・Pぼん（2024年、侍従A）

### ゲーム
2017年
- ソラとウミのアイダ（八坂刀売神、守護神4役[25]、田霧姫、夜刀神[26] 他）
- アドヴェントガール（蒋エン）
- Q&Q アンサーズ（ピカトリクス）
- 幻獣契約クリプトラクト（トワール、エメロード）
- 白猫プロジェクト（ドーリー）
- ダンジョンに出会いを求めるのは間違っているだろうか 〜メモリア・フレーゼ〜（アンナ・クレーズ）
- ファイトリーグ（特命ハンター カリンカ）
- ラストピリオド -終わりなき螺旋の物語-（ブリューゲル）

2018年
- アイドルマスター シャイニーカラーズ（2018年 - 2024年、白瀬咲耶[27]）
- 編隊少女 -フォーメーションガールズ-（ソニア・バトラー[28]）
- 帝国戦記（エトワール）
- モンスターストライク（2018年 - 2024年、ナポレオン〈獣神化以降〉[29]、カンファー[30]、インドラジット[31]、カロニムヴァンス[32]）
- アズールレーン（三隈[33]）
- ブラウンダスト（バーバラ）
- 神装の戦乙女（エルマリア）
- ブルーストーン2（ランターン）

2019年
- 逆転オセロニア（レディ・シトラス）
- 共闘ことばRPG コトダマン（ナポレオン）
- 城姫クエスト（新宮城 他）

2020年
- Zold:Out〜鍛冶屋の物語（ロゼッタ、ゾラ）
- ビビッドアーミー（エイミー[34]）
- サイバーパンク2077（レジーナ・ジョーンズ、エリザベス・ベラレス、他）
- サクラ革命 〜華咲く乙女たち〜（佐那すだち[35]）
- オンゲキ（皇城セツナ[36]）

2021年
- LOOPERS（リタポン[37]）
- モンスターハンターライズ[38]
- アイドルマスター ポップリンクス（白瀬咲耶[39]）
- かんぱに☆ガールズ（リズ）
- メイプルストーリー（カイン〈女〉[40]）
- 東方ダンマクカグラ（豊聡耳神子[41]）
- LOST JUDGMENT 裁かれざる記憶（あかね[42]）
- アイドルマスター スターリットシーズン（2021年 - 2022年、白瀬咲耶[43]）
- Project MIKHAIL（宗像美冴[44]）
- テイルズ オブ ルミナリア（ヴァネッサ・モラクス[45]）
- アーテリーギア -機動戦姫-（千羽[46]）
- LUNARiA -Virtualized Moonchild-（ミャウ・ミャーフ[47][48]）

2022年
- Re:ステージ！プリズムステップ（皇城セツナ）
- ヘブンバーンズレッド（2022年 - 2024年、キャロル・リーパー[49]）
- クイズRPG 魔法使いと黒猫のウィズ（フェネクス / フェリス）
- アリスフィクション（ドレーク[50]）
- Echocalypse -緋紅の神約-（クラーケン[51]）

2023年
- アーマード・コアVI ファイアーズオブルビコン
- アイドルマスター シャイニーカラーズ Song for Prism（2023年 - 2024年、白瀬咲耶[52]）

2024年
- グランブルーファンタジー リリンク
- メイド・オブ・ザ・デッド（闇生澪那[53]）
- マブラヴ：ディメンションズ（宗像美冴[54]）
- ファイナルファンタジーVII リバース
- 聖剣伝説 VISIONS of MANA
- Wizardry Variants Daphne[55]

時期未定
- セブンスフィア（服部半蔵[56]）

### 吹き替え
- ラブ・イズ・ブラインド 〜外見なんて関係ない?!〜（英語版） シーズン5（リディア）

### 舞台
- 朗読劇「Letter」〜あなたの生きる世界に僕はいた〜（2019年4月9日 - 4月14日、新宿シアターモリエール）
- 劇団TEAM-ODAC第33回本公演『キクネ〜僕らにできること〜』（2019年12月13日 - 22日、草月ホール） - 根本蒼 役[57]
- 『KIRAKIRA VOICE LAND VOL.66 Rapunzel』（2023年8月27日、キーノート・シアター） - メラース 役
- 『KIRAKIRA VOICE LAND VOL.76 Crescent』（2023年12月2日、シアターウィング） - ユリイカ 役
- ［Otona Project-Produce］4i5Nぷろじぇくと 朗読劇『タツノオトシゴ』（2024年10月17日 - 18日、CBGKシブゲキ!!） - マダム 役
- WaVe'S 第6回公演 舞台「六山荘の恋人」（2024年12月21日、コフレリオ 新宿シアター） - 日替わりゲスト
- 演劇ユニット【メイホリック】［メイホリックシアター18］朗読劇「美術室に置き去りにされた天使－再演－」（2025年4月2日 - 6日、シアターサンモール） - タナラン 役（Wキャスト）
- WaVe’S 第9回公演 舞台「祭りのかけら」（2025年 8月2日、ザ・ポケット） - 日替わりゲスト[58]

### ラジオ
※はインターネット配信。
- アイドルマスター シャイニーカラーズ はばたきラジオステーション（2018年 - 、ASOBI CHANNEL※） - 週替わりパーソナリティ

### インターネット番組
- 八巻アンナのまき、やっつです！（2019年10月18日 - 2020年10月2日、ニコニコ生放送）[59]
- 八巻アンナ・関根瞳・野口詩央　声優第七世代（2020年6月10日 - 2021年2月10日、ニコニコ生放送）[60]
- 成海瑠奈と八巻アンナの『ナルべく、マキで!』（2019年10月21日 - 2021年10月28日、ニコニコ生放送）[61]
- 八巻アンナの アンナことこんなこと!（2020年11月13日 -  、ニコニコ生放送）[62]
- 八巻アンナの七転八巻（2020年10月26日 - 2021年10月17日、ニコニコ生放送・YouTube Live）[63]
- いずみふアンちゃんの元気が出る生放送!（2022年12月15日 -  、ニコニコ生放送）[64]

### 映像商品
- 「THE IDOLM@STER SHINY COLORS 1stLIVE FLY TO THE SHINY SKY」Blu-ray（2019年）[65]
- バンダイナムコエンターテインメントフェスティバル 2days LIVE Blu-ray（2020年）[66]
- 「THE IDOLM@STER SHINY COLORS MUSIC DAWN」Blu-ray（2021年）[67]
- 「THE IDOLM@STER SHINY COLORS 2ndLIVE STEP INTO THE SUNSET SKY」Blu-ray（2021年）[68]
- 「THE IDOLM@STER SHINY COLORS 3rdLIVE TOUR PIECE ON PLANET / NAGOYA / TOKYO / FUKUOKA」Blu-ray（2022年）[69]  [70]  [71]
- 「THE IDOLM@STER SHINY COLORS 4thLIVE 空は澄み、今を越えて。」Blu-ray（2022年）[72]
- バンダイナムコエンターテインメントフェスティバル 2nd 2days LIVE Blu-ray（2023年）[73]
- THE IDOLM@STER M@STERS OF IDOL WORLD!!!!! 2023 Blu-ray PERFECT BOX!!!!!（2023年）[74]
- 「THE IDOLM@STER SHINY COLORS 5thLIVE If I_wings.」Blu-ray（2023年）[75]
- 283PRODUCTION SOLO PERFORMANCE LIVE「我儘なまま」Blu-ray（2024年）[76]
- THE IDOLM@STER SHINY COLORS 5.5th Anniversary LIVE「星が見上げた空」Blu-ray（2024年）[77]
- 「異次元フェス アイドルマスター★♥ラブライブ！歌合戦」Blu-ray（2024年）[78]

### その他コンテンツ
- LINEスタンプ『アイドルマスター シャイニーカラーズ』（2019年 - 2020年、白瀬咲耶） - 2作品
- パチンコ『P G1 DREAMROAD』（2020年、有馬きっか[79]）
- 声優マンスリーVRチャンネル（2023年 - 、[80]）
- リンカイ!（2024年 - 、宇都宮鳴[81]）

## ディスコグラフィ

### キャラクターソング
| 発売日   | 商品名                                                                               | 歌 | 楽曲 | 備考                                                                             |
| 2018年   | 2018年                                                                               | 2018年 | 2018年 | 2018年                                                                           |
| -------- | ------------------------------------------------------------------------------------ | --- | --- | -------------------------------------------------------------------------------- |
| 6月6日   | THE IDOLM@STER SHINY COLORS BRILLI@NT WING 01 Spread the Wings!!                     | シャイニーカラーズ | 「Spread the Wings!!」 「Multicolored Sky」 | ゲーム『アイドルマスター シャイニーカラーズ』テーマソング                        |
| 8月1日   | THE IDOLM@STER SHINY COLORS BRILLI@NT WING 03 バベルシティ・グレイス                 | アンティーカ | 「バベルシティ・グレイス」 「幻惑SILHOUETTE」 「Spread the Wings!!」 | ゲーム『アイドルマスター シャイニーカラーズ』関連曲                              |
| 12月19日 | THE IDOLM@STER SHINY COLORS SE@SONAL WINTER                                          | シャイニーカラーズ | 「SNOW FLAKES MEMORIES」 「Let's get a chance」 | ゲーム『アイドルマスター シャイニーカラーズ』関連曲                              |
| 2019年   |                                                                                      | | |                                                                                  |
| 3月9日   | THE IDOLM@STER SHINY COLORS SOLO COLLECTION -1stLIVE FLY TO THE SHINY SKY-           | 白瀬咲耶（八巻アンナ） | 「バベルシティ・グレイス」 | ゲーム『アイドルマスター シャイニーカラーズ』関連曲                              |
| 4月10日  | THE IDOLM@STER SHINY COLORS FR@GMENT WING 01                                         | シャイニーカラーズ | 「Ambitious Eve」 「いつか Shiny Days」 | ゲーム『アイドルマスター シャイニーカラーズ』関連曲                              |
| 6月12日  | THE IDOLM@STER SHINY COLORS FR@GMENT WING 03                                         | アンティーカ | 「NEO THEORY FANTASY」 「ラビリンス・レジスタンス」 「Ambitious Eve」 | ゲーム『アイドルマスター シャイニーカラーズ』関連曲                              |
| 8月9日   | GO! GO!ライフリング4!!!!/Bright day, Stand up!                                       | ライフリング4 | 「GO! GO!ライフリング4!!!!」 | テレビアニメ『ライフル・イズ・ビューティフル』挿入歌                             |
| 8月9日   | GO! GO!ライフリング4!!!!/Bright day, Stand up!                                       | ライフリング4 | 「Bright day, Stand up!」 | テレビアニメ『ライフル・イズ・ビューティフル』関連曲                             |
| 8月18日  | THE IDOLM@STER SHINY COLORS SOLO COLLECTION -SUMMER PARTY 2019-                      | 白瀬咲耶（八巻アンナ） | 「幻惑SILHOUETTE」 | ゲーム『アイドルマスター シャイニーカラーズ』関連曲                              |
| 10月23日 | Let's go!ライフリング4!!!!                                                           | ライフリング4 | 「Let's go!ライフリング4!!!!」 | テレビアニメ『ライフル・イズ・ビューティフル』オープニングテーマ                 |
| 10月23日 | Let's go!ライフリング4!!!!                                                           | ライフリング4 | 「BANG! BANG! BANG!」 | テレビアニメ『ライフル・イズ・ビューティフル』関連曲                             |
| 11月6日  | 夕焼けフレンズ                                                                       | ライフリング4 | 「夕焼けフレンズ」 | テレビアニメ『ライフル・イズ・ビューティフル』エンディングテーマ                 |
| 11月6日  | 夕焼けフレンズ                                                                       | ライフリング4 | 「4SHOOTERS!!」 | テレビアニメ『ライフル・イズ・ビューティフル』関連曲                             |
| 12月4日  | GO! GO! Music vol.1                                                                  | ライフリング4 | 「BiRiRi×SENSATION」 「Get started.」 | テレビアニメ『ライフル・イズ・ビューティフル』挿入歌                             |
| 12月18日 | THE IDOLM@STER SHINY COLORS FUTURITY SMILE                                           | シャイニーカラーズ | 「FUTURITY SMILE」 「Spread the Wings!!」 | ゲーム『アイドルマスター シャイニーカラーズ』関連曲                              |
| 2020年   |                                                                                      | | |                                                                                  |
| 1月15日  | GO! GO! Music vol.2                                                                  | ライフリング4 | 「higher and higher!」 「Shangri-la」 | テレビアニメ『ライフル・イズ・ビューティフル』挿入歌                             |
| 1月15日  | GO! GO! Music vol.2                                                                  | 五十嵐雪緒（八巻アンナ） | 「I feel, I feel」 | テレビアニメ『ライフル・イズ・ビューティフル』関連曲                             |
| 2月12日  | THE IDOLM@STER SHINY COLORS SWEET♡STEP                                               | シャイニーカラーズ | 「SWEET♡STEP」 「Multicolored Sky」 | ゲーム『アイドルマスター シャイニーカラーズ』関連曲                              |
| 3月21日  | THE IDOLM@STER SHINY COLORS SOLO COLLECTION -SPRING PARTY 2020-                      | 白瀬咲耶（八巻アンナ） | 「NEO THEORY FANTASY」 | ゲーム『アイドルマスター シャイニーカラーズ』関連曲                              |
| 3月27日  | ライフル・イズ・ビューティフル BD第2巻特典CD                                         | 五十嵐雪緒（八巻アンナ） | 「Let's go!ライフリング４!!!!」 「夕焼けフレンズ」 | テレビアニメ『ライフル・イズ・ビューティフル』関連曲                             |
| 4月8日   | THE IDOLM@STER SHINY COLORS GR@DATE WING 01                                          | シャイニーカラーズ | 「シャイノグラフィ」 「Dye the sky.」 | ゲーム『アイドルマスター シャイニーカラーズ』関連曲                              |
| 4月8日   | P G1 DREAMROAD サンセイオリジナルサウンドトラックアルバム                            | 有馬きっか（八巻アンナ）、有馬やよい（佐倉薫） | 「Dive to dream!」 「フードシェアステークス」 | パチンコ『P G1 DREAMROAD』関連曲                                                 |
| 4月8日   | P G1 DREAMROAD サンセイオリジナルサウンドトラックアルバム                            | 有馬さつき（上坂すみれ）、有馬きっか（八巻アンナ）、有馬やよい（佐倉薫） | 「Overtake You!!〜take you remix〜」 | パチンコ『P G1 DREAMROAD』関連曲                                                 |
| 7月29日  | THE IDOLM@STER SHINY COLORS SOLO COLLECTION -2ndLIVE STEP INTO THE SUNSET SKY-       | 白瀬咲耶（八巻アンナ） | 「ラビリンス・レジスタンス」 | ゲーム『アイドルマスター シャイニーカラーズ』関連曲                              |
| 10月31日 | THE IDOLM@STER SHINY COLORS SOLO COLLECTION -MUSIC DAWN-                             | 白瀬咲耶（八巻アンナ） | 「SNOW FLAKES MEMORIES」 | ゲーム『アイドルマスター シャイニーカラーズ』関連曲                              |
| 11月4日  | THE IDOLM@STER SHINY COLORS GR@DATE WING 03                                          | アンティーカ | 「Black Reverie」 「純白トロイメライ」 「シャイノグラフィ」 | ゲーム『アイドルマスター シャイニーカラーズ』関連曲                              |
| 2021年   |                                                                                      | | |                                                                                  |
| 3月10日  | THE IDOLM@STER SHINY COLORS COLORFUL FE@THERS -Sol-                                  | 白瀬咲耶（八巻アンナ） | 「千夜アリア」 | ゲーム『アイドルマスター シャイニーカラーズ』関連曲                              |
| 3月10日  | THE IDOLM@STER SHINY COLORS COLORFUL FE@THERS -Sol-                                  | Team.Sol | 「SOLAR WAY」 | ゲーム『アイドルマスター シャイニーカラーズ』関連曲                              |
| 4月14日  | THE IDOLM@STER SHINY COLORS L@YERED WING 01                                          | シャイニーカラーズ | 「Resonance⁺」 「Color Days」 | ゲーム『アイドルマスター シャイニーカラーズ』関連曲                              |
| 4月24日  | THE IDOLM@STER SHINY COLORS SOLO COLLECTION -3rdLIVE TOUR PIECE ON PLANET / TOKYO-   | 白瀬咲耶（八巻アンナ） | 「Black Reverie」 | ゲーム『アイドルマスター シャイニーカラーズ』関連曲                              |
| 5月29日  | THE IDOLM@STER SHINY COLORS SOLO COLLECTION -3rdLIVE TOUR PIECE ON PLANET / FUKUOKA- | 白瀬咲耶（八巻アンナ） | 「純白トロイメライ」 | ゲーム『アイドルマスター シャイニーカラーズ』関連曲                              |
| 6月9日   | THE IDOLM@STER SHINY COLORS L@YERED WING 03                                          | アンティーカ | 「abyss of conflict」 「革命進化論」 「Resonance⁺」 | ゲーム『アイドルマスター シャイニーカラーズ』関連曲                              |
| 10月6日  | THE IDOLM@STER STARLIT SEASON 00 GR@TITUDE                                           | Project LUMINOUS | 「GR@TITUDE」 | ゲーム『アイドルマスター スターリットシーズン』関連曲                            |
| 10月6日  | THE IDOLM@STER STARLIT SEASON 00 GR@TITUDE ランティス盤                              | シャイニーカラーズ | 「GR@TITUDE」 | ゲーム『アイドルマスター スターリットシーズン』関連曲                            |
| 12月1日  | THE IDOLM@STER STARLIT SEASON 01                                                     | Project LUMINOUS | 「THE IDOLM@STER」 | ゲーム『アイドルマスター スターリットシーズン』関連曲                            |
| 12月1日  | THE IDOLM@STER STARLIT SEASON 01                                                     | 765PRO ALLSTARS、シャイニーカラーズ | 「Spread the Wings!!」 | ゲーム『アイドルマスター スターリットシーズン』関連曲                            |
| 12月22日 | ONGEKI Sound Collection 06                                                           | 星咲あかり（赤尾ひかる）、高瀬梨緒（久保ユリカ）、柏木美亜（和氣あず未）、東雲つむぎ（和泉風花）、皇城セツナ（八巻アンナ） | 「Transcend Lights」 | ゲーム『オンゲキ』関連曲                                                         |
| 12月22日 | ONGEKI Sound Collection 06                                                           | 皇城セツナ（八巻アンナ） | 「Transcend Lights」 | ゲーム『オンゲキ』関連曲                                                         |
| 2022年   |                                                                                      | | |                                                                                  |
| 1月19日  | THE IDOLM@STER STARLIT SEASON 02                                                     | 765PRO ALLSTARS、シャイニーカラーズ | 「READY!!」 | ゲーム『アイドルマスター スターリットシーズン』関連曲                            |
| 1月19日  | THE IDOLM@STER STARLIT SEASON 02                                                     | シャイニーカラーズ | 「Multicolored Sky」 | ゲーム『アイドルマスター スターリットシーズン』関連曲                            |
| 2月14日  | THE IDOLM@STER SHINY COLORS SOLO COLLECTION -L@YERED WING part 1-                    | 白瀬咲耶（八巻アンナ） | 「abyss of conflict」 | ゲーム『アイドルマスター シャイニーカラーズ』関連曲                              |
| 2月14日  | THE IDOLM@STER SHINY COLORS SOLO COLLECTION -L@YERED WING part 2-                    | 白瀬咲耶（八巻アンナ） | 「革命進化論」 | ゲーム『アイドルマスター シャイニーカラーズ』関連曲                              |
| 3月2日   | THE IDOLM@STER STARLIT SEASON 03                                                     | シャイニーカラーズ | 「Ambitious Eve」 | ゲーム『アイドルマスター スターリットシーズン』関連曲                            |
| 3月2日   | THE IDOLM@STER STARLIT SEASON 03                                                     | 如月千早（今井麻美）、秋月律子（若林直美）、三浦あずさ（たかはし智秋）、四条貴音（原由実）、神崎蘭子（内田真礼）、最上静香（田所あずさ）、白石紬（南早紀）、白瀬咲耶（八巻アンナ）、杜野凛世（丸岡和佳奈）、奥空心白（田中あいみ）                                       | 「アイシテの呪縛〜Je vous aime〜」 | ゲーム『アイドルマスター スターリットシーズン』関連曲                            |
| 4月13日  | THE IDOLM@STER STARLIT SEASON 04                                                     | 如月千早（今井麻美）、秋月律子（若林直美）、三浦あずさ（たかはし智秋）、四条貴音（原由実）、神崎蘭子（内田真礼）、高垣楓（早見沙織）、最上静香（田所あずさ）、白石紬（南早紀）、白瀬咲耶（八巻アンナ）、杜野凛世（丸岡和佳奈）、奥空心白（田中あいみ）、玲音（茅原実里） | 「ダンス・ダンス・ダンス」 | ゲーム『アイドルマスター スターリットシーズン』関連曲                            |
| 4月13日  | THE IDOLM@STER STARLIT SEASON 04                                                     | Project LUMINOUS、DIAMANT | 「GR＠TITUDE」 | ゲーム『アイドルマスター スターリットシーズン』関連曲                            |
| 4月13日  | THE IDOLM@STER SHINY COLORS PANOR@MA WING 01                                         | シャイニーカラーズ | 「虹の行方」 「Daybreak Age」 | ゲーム『アイドルマスター シャイニーカラーズ』関連曲                              |
| 4月23日  | THE IDOLM@STER SHINY COLORS Synthe-Side 01                                           | アンティーカ、ストレイライト | 「Killer×Mission」 | ゲーム『アイドルマスター シャイニーカラーズ』関連曲                              |
| 4月23日  | THE IDOLM@STER SHINY COLORS Synthe-Side 01                                           | 白瀬咲耶（八巻アンナ） | 「Killer×Mission」 | ゲーム『アイドルマスター シャイニーカラーズ』関連曲                              |
| 6月15日  | THE IDOLM@STER SHINY COLORS PANOR@MA WING 03                                         | アンティーカ | 「浮動性イノセンス」 「愚者の独白」 「虹の行方」 | ゲーム『アイドルマスター シャイニーカラーズ』関連曲                              |
| 2023年   |                                                                                      | | |                                                                                  |
| 1月18日  | THE IDOLM@STER SHINY COLORS WING COLLECTION -A side-                                 | シャイニーカラーズ | 「Spread the Wings!! -25 colors-」 「Ambitious Eve -25 colors-」 「シャイノグラフィ -25 colors-」 「Resonance⁺ -25 colors-」 「SNOW FLAKES MEMORIES -25 colors-」 「FUTURITY SMILE -25 colors-」 | ゲーム『アイドルマスター シャイニーカラーズ』関連曲                              |
| 1月18日  | THE IDOLM@STER SHINY COLORS WING COLLECTION -A side-                                 | アンティーカ | 「バベルシティ・グレイス（2023 Ver.）」 「NEO THEORY FANTASY（2023 Ver.）」 「Black Reverie（2023 Ver.）」 「abyss of conflict（2023 Ver.）」                                                    | ゲーム『アイドルマスター シャイニーカラーズ』関連曲                              |
| 2月8日   | THE IDOLM@STER SHINY COLORS WING COLLECTION -B side-                                 | シャイニーカラーズ | 「Multicolored Sky -25 colors-」 「いつか Shiny Days -25 colors-」 「Dye the sky. -25 colors-」 「Color Days -25 colors-」 「Let's get a chance -25 colors-」 「SWEET♡STEP -25 colors-」         | ゲーム『アイドルマスター シャイニーカラーズ』関連曲                              |
| 2月8日   | THE IDOLM@STER SHINY COLORS WING COLLECTION -B side-                                 | アンティーカ | 「幻惑SILHOUETTE（2023 Ver.）」 「ラビリンス・レジスタンス（2023 Ver.）」 「純白トロイメライ（2023 Ver.）」 「革命進化論（2023 Ver.）」                                                          | ゲーム『アイドルマスター シャイニーカラーズ』関連曲                              |
| 2月11日  | THE IDOLM@STER SHINY COLORS SOLO COLLECTION -M@STERS OF IDOL WORLD!!!!! 2023-        | 白瀬咲耶（八巻アンナ） | 「Let’s get a chance」 | ゲーム『アイドルマスター シャイニーカラーズ』関連曲                              |
| 3月18日  | THE IDOLM@STER SHINY COLORS SOLO COLLECTION -5thLIVE If I_wings. part1-              | 白瀬咲耶（八巻アンナ） | 「浮動性イノセンス」 | ゲーム『アイドルマスター シャイニーカラーズ』関連曲                              |
| 3月18日  | THE IDOLM@STER SHINY COLORS SOLO COLLECTION -5thLIVE If I_wings. part2-              | 白瀬咲耶（八巻アンナ） | 「愚者の独白」 | ゲーム『アイドルマスター シャイニーカラーズ』関連曲                              |
| 5月10日  | THE IDOLM@STER SHINY COLORS “CANVAS” 02                                              | アンティーカ | 「とある英雄たちの物語」 「Unsung Heroes」 「有彩色ユリイカ」 | ゲーム『アイドルマスター シャイニーカラーズ』関連曲                              |
| 7月22日  | THE IDOLM@STER SHINY COLORS SOLO COLLECTION -SOLO PERFORMANCE LIVE 我儘なまま Sol-   | 白瀬咲耶（八巻アンナ） | 「SOLAR WAY」 | ゲーム『アイドルマスター シャイニーカラーズ』関連曲                              |
| 10月18日 | THE IDOLM@STER SHINY COLORS Song for Prism 星の声                                    | シャイニーカラーズ | 「星の声」 | ゲーム『アイドルマスター シャイニーカラーズ Song for Prism』テーマソング         |
| 11月30日 | Prominence                                                                           | 式宮碧音（CV.髙橋ミナミ）＆皇城セツナ（CV.八巻アンナ） | 「Prominence」 | 『Re:ステージ！』『オンゲキ』関連曲                                              |
| 11月30日 | Prominence                                                                           | 皇城セツナ（CV.八巻アンナ） | 「Prominence -皇城セツナソロver.-」 | 『Re:ステージ！』『オンゲキ』関連曲                                              |
| 2024年   |                                                                                      | | |                                                                                  |
| 3月2日   | THE IDOLM@STER SHINY COLORS SOLO COLLECTION -6thLIVE TOUR Come and Unite! part1-     | 白瀬咲耶（八巻アンナ） | 「とある英雄たちの物語」 | ゲーム『アイドルマスター シャイニーカラーズ』関連曲                              |
| 3月2日   | THE IDOLM@STER SHINY COLORS SOLO COLLECTION -6thLIVE TOUR Come and Unite! part2-     | 白瀬咲耶（八巻アンナ） | 「Unsung Heroes」 | ゲーム『アイドルマスター シャイニーカラーズ』関連曲                              |
| 3月2日   | THE IDOLM@STER SHINY COLORS SOLO COLLECTION -6thLIVE TOUR Come and Unite! part3-     | 白瀬咲耶（八巻アンナ） | 「有彩色ユリイカ」 | ゲーム『アイドルマスター シャイニーカラーズ』関連曲                              |
| 4月10日  | THE IDOLM@STER SHINY COLORS ツバサグラビティ                                         | シャイニーカラーズ | 「ツバサグラビティ」 | テレビアニメ『アイドルマスター シャイニーカラーズ』オープニングテーマ            |
| 4月10日  | THE IDOLM@STER SHINY COLORS ツバサグラビティ                                         | アンティーカ | 「ツバサグラビティ」 | テレビアニメ『アイドルマスター シャイニーカラーズ』関連曲                        |
| 6月12日  | THE IDOLM@STER SHINY COLORS ECHOES 02                                                | アンティーカ | 「文明開化輪舞 -シティ・ハレルヤ-」 「秋の終わり、僕の記憶」 「Migratory Echoes」 | ゲーム『アイドルマスター シャイニーカラーズ』関連曲                              |
| 7月24日  | THE IDOLM@STER SHINY COLORS Song for Prism 時限式狂騒ワンダーランド / LINKs          | アンティーカ | 「時限式狂騒ワンダーランド」 | ゲーム『アイドルマスター シャイニーカラーズ Song for Prism』関連曲               |
| 7月27日  | THE IDOLM@STER SHINY COLORS LIVE FUN!! -Beyond the Blue sky part1-                   | 白瀬咲耶（八巻アンナ） | 「ツバサグラビティ」 | テレビアニメ『アイドルマスター シャイニーカラーズ』関連曲                        |
| 10月9日  | THE IDOLM@STER SHINY COLORS プリズムフレア                                           | シャイニーカラーズ | 「プリズムフレア」 | テレビアニメ『アイドルマスター シャイニーカラーズ 2nd season』オープニングテーマ |
| 10月9日  | THE IDOLM@STER SHINY COLORS プリズムフレア                                           | アンティーカ | 「プリズムフレア」 | テレビアニメ『アイドルマスター シャイニーカラーズ 2nd season』関連曲             |
| 10月30日 | THE IDOLM@STER SHINY COLORS Happy Surprise Trick!                                    | 田中摩美々（菅沼千紗）、白瀬咲耶（八巻アンナ）、杜野凛世（丸岡和佳奈）、大崎甜花（前川涼子）、和泉愛依（北原沙弥香） | 「Midnight parade!」 | テレビアニメ『アイドルマスター シャイニーカラーズ 2nd season』関連曲             |
| 10月30日 | THE IDOLM@STER SHINY COLORS Happy Surprise Trick!                                    | シャイニーカラーズ | 「Poison Berry Daughters」 | テレビアニメ『アイドルマスター シャイニーカラーズ 2nd season』関連曲             |
| 12月25日 | THE IDOLM@STER SHINY COLORS Over the prism                                           | アンティーカ | 「橙より未来」 | テレビアニメ『アイドルマスター シャイニーカラーズ 2nd season』関連曲             |
| 12月25日 | THE IDOLM@STER SHINY COLORS Over the prism                                           | シャイニーカラーズ | 「プリズムフレア -23 colors-」 | テレビアニメ『アイドルマスター シャイニーカラーズ 2nd season』関連曲             |
| 2025年   |                                                                                      | | |                                                                                  |
| 3月26日  | THE IDOLM@STER SHINY COLORS Song for Prism Real Mind Shakes / THE LAST PRIDE         | アンティーカ | 「THE LAST PRIDE」 | ゲーム『アイドルマスター シャイニーカラーズ Song for Prism』関連曲               |

### シリーズ一覧
1. ↑  第1期（2021年）、第2期（2022年）
2. ↑  第4シーズン（2023年）、第5シーズン（2023年）
3. ↑  第3期『島根啓明結社篇』（2024年）、第4期『終夜篇』（2025年）
4. ↑  1st season（2024年）、2nd season（2024年）[18]

### ユニットメンバー
1. 1 2  櫻木真乃（関根瞳）、風野灯織（近藤玲奈）、八宮めぐる（峯田茉優）、月岡恋鐘（礒部花凜）、田中摩美々（菅沼千紗）、白瀬咲耶（八巻アンナ）、三峰結華（成海瑠奈）、幽谷霧子（結名美月）、小宮果穂（河野ひより）、園田智代子（白石晴香）、西城樹里（永井真里子）、杜野凛世（丸岡和佳奈）、有栖川夏葉（涼本あきほ）、大崎甘奈（黒木ほの香）、大崎甜花（前川涼子）、桑山千雪（芝崎典子）
2. 1 2 3 4  月岡恋鐘（礒部花凜）、田中摩美々（菅沼千紗）、白瀬咲耶（八巻アンナ）、三峰結華（成海瑠奈）、幽谷霧子（結名美月）
3. 1 2 3  櫻木真乃（関根瞳）、風野灯織（近藤玲奈）、八宮めぐる（峯田茉優）、月岡恋鐘（礒部花凜）、田中摩美々（菅沼千紗）、白瀬咲耶（八巻アンナ）、三峰結華（成海瑠奈）、幽谷霧子（結名美月）、小宮果穂（河野ひより）、園田智代子（白石晴香）、西城樹里（永井真里子）、杜野凛世（丸岡和佳奈）、有栖川夏葉（涼本あきほ）、大崎甘奈（黒木ほの香）、大崎甜花（前川涼子）、桑山千雪（芝崎典子）、芹沢あさひ（田中有紀）、黛冬優子（幸村恵理）、和泉愛依（北原沙弥香）
4. 1 2 3  小倉ひかり（Machico）、渋沢泉水（熊田茜音）、姪浜エリカ（南早紀）、五十嵐雪緒（八巻アンナ）
5. ↑  櫻木真乃（関根瞳）、風野灯織（近藤玲奈）、八宮めぐる（峯田茉優）、月岡恋鐘（礒部花凜）、田中摩美々（菅沼千紗）、白瀬咲耶（八巻アンナ）、三峰結華（成海瑠奈）、幽谷霧子（結名美月）、小宮果穂（河野ひより）、園田智代子（白石晴香）、西城樹里（永井真里子）、杜野凛世（丸岡和佳奈）、有栖川夏葉（涼本あきほ）、大崎甘奈（黒木ほの香）、大崎甜花（前川涼子）、桑山千雪（芝崎典子）、芹沢あさひ（田中有紀）、黛冬優子（幸村恵理）、和泉愛依（北原沙弥香）、浅倉透（和久井優）、樋口円香（土屋李央）、福丸小糸（田嶌紗蘭）、市川雛菜（岡咲美保）
6. ↑  八宮めぐる（峯田茉優）、白瀬咲耶（八巻アンナ）、西城樹里（永井真里子）、有栖川夏葉（涼本あきほ）、桑山千雪（芝崎典子）、黛冬優子（幸村恵理）、浅倉透（和久井優）、市川雛菜（岡咲美保）
7. ↑  櫻木真乃（関根瞳）、風野灯織（近藤玲奈）、八宮めぐる（峯田茉優）、月岡恋鐘（礒部花凜）、田中摩美々（菅沼千紗）、白瀬咲耶（八巻アンナ）、三峰結華（成海瑠奈）、幽谷霧子（結名美月）、小宮果穂（河野ひより）、園田智代子（白石晴香）、西城樹里（永井真里子）、杜野凛世（丸岡和佳奈）、有栖川夏葉（涼本あきほ）、大崎甘奈（黒木ほの香）、大崎甜花（前川涼子）、桑山千雪（芝崎典子）、芹沢あさひ（田中有紀）、黛冬優子（幸村恵理）、和泉愛依（北原沙弥香）、浅倉透（和久井優）、樋口円香（土屋李央）、福丸小糸（田嶌紗蘭）、市川雛菜（岡咲美保）、七草にちか（紫月杏朱彩）、緋田美琴（山根綺）
8. 1 2 3  天海春香（中村繪里子）、星井美希（長谷川明子）、如月千早（今井麻美）、高槻やよい（仁後真耶子）、萩原雪歩（浅倉杏美）、菊地真（平田宏美）、双海亜美 / 真美（下田麻美）、水瀬伊織（釘宮理恵）、三浦あずさ（たかはし智秋）、四条貴音（原由実）、我那覇響（沼倉愛美）、秋月律子（若林直美）、安部菜々（三宅麻理恵）、神崎蘭子（内田真礼）、城ヶ崎美嘉（佳村はるか）、双葉杏（五十嵐裕美）、諸星きらり（松嵜麗）、春日未来（山崎はるか）、最上静香（田所あずさ）、伊吹翼（Machico）、白石紬（南早紀）、桜守歌織（香里有佐）、白瀬咲耶（八巻アンナ）、小宮果穂（河野ひより）、杜野凛世（丸岡和佳奈）、大崎甘奈（黒木ほの香）、大崎甜花（前川涼子）、奥空心白（田中あいみ）
9. 1 2  白瀬咲耶（八巻アンナ）、小宮果穂（河野ひより）、杜野凛世（丸岡和佳奈）、大崎甘奈（黒木ほの香）、大崎甜花（前川涼子）
10. 1 2  天海春香（中村繪里子）、星井美希（長谷川明子）、如月千早（今井麻美）、高槻やよい（仁後真耶子）、萩原雪歩（浅倉杏美）、菊地真（平田宏美）、双海亜美 / 真美（下田麻美）、水瀬伊織（釘宮理恵）、三浦あずさ（たかはし智秋）、四条貴音（原由実）、我那覇響（沼倉愛美）、秋月律子（若林直美）
11. 1 2 3  白瀬咲耶（八巻アンナ）、小宮果穂（河野ひより）、杜野凛世（丸岡和佳奈）、大崎甘奈（黒木ほの香）、大崎甜花（前川涼子）、田中摩美々（菅沼千紗）
12. ↑  玲音（茅原実里）、詩花（高橋李依）、亜夜（日高里菜）
13. 1 2 3  櫻木真乃（関根瞳）、風野灯織（近藤玲奈）、八宮めぐる（峯田茉優）、月岡恋鐘（礒部花凜）、田中摩美々（菅沼千紗）、白瀬咲耶（八巻アンナ）、三峰結華（希水しお）、幽谷霧子（結名美月）、小宮果穂（河野ひより）、園田智代子（白石晴香）、西城樹里（永井真里子）、杜野凛世（丸岡和佳奈）、有栖川夏葉（涼本あきほ）、大崎甘奈（黒木ほの香）、大崎甜花（前川涼子）、桑山千雪（芝崎典子）、芹沢あさひ（田中有紀）、黛冬優子（幸村恵理）、和泉愛依（北原沙弥香）、浅倉透（和久井優）、樋口円香（土屋李央）、福丸小糸（田嶌紗蘭）、市川雛菜（岡咲美保）、七草にちか（紫月杏朱彩）、緋田美琴（山根綺）
14. 1 2 3 4 5 6 7 8 9 10 11  月岡恋鐘（礒部花凜）、田中摩美々（菅沼千紗）、白瀬咲耶（八巻アンナ）、三峰結華（希水しお）、幽谷霧子（結名美月）
15. ↑  芹沢あさひ（田中有紀）、黛冬優子（幸村恵理）、和泉愛依（北原沙弥香）
16. ↑  櫻木真乃（関根瞳）、風野灯織（近藤玲奈）、八宮めぐる（峯田茉優）、月岡恋鐘（礒部花凜）、田中摩美々（菅沼千紗）、白瀬咲耶（八巻アンナ）、三峰結華（希水しお）、幽谷霧子（結名美月）、小宮果穂（河野ひより）、園田智代子（白石晴香）、西城樹里（永井真里子）、杜野凛世（丸岡和佳奈）、有栖川夏葉（涼本あきほ）、大崎甘奈（黒木ほの香）、大崎甜花（前川涼子）、桑山千雪（芝崎典子）、芹沢あさひ（田中有紀）、黛冬優子（幸村恵理）、和泉愛依（北原沙弥香）、浅倉透（和久井優）、樋口円香（土屋李央）、福丸小糸（田嶌紗蘭）、市川雛菜（岡咲美保）、七草にちか（紫月杏朱彩）、緋田美琴（山根綺）、斑鳩ルカ（川口莉奈）、鈴木羽那（三川華月）、郁田はるき（小澤麗那）
17. ↑  櫻木真乃（関根瞳）、風野灯織（近藤玲奈）、八宮めぐる（峯田茉優）、月岡恋鐘（礒部花凜）、田中摩美々（菅沼千紗）、白瀬咲耶（八巻アンナ）、三峰結華（希水しお）、幽谷霧子（結名美月）、小宮果穂（河野ひより）、園田智代子（白石晴香）、西城樹里（永井真里子）、杜野凛世（丸岡和佳奈）、有栖川夏葉（涼本あきほ）、大崎甘奈（黒木ほの香）、大崎甜花（前川涼子）、桑山千雪（芝崎典子）
18. 1 2  櫻木真乃（関根瞳）、風野灯織（近藤玲奈）、八宮めぐる（峯田茉優）、月岡恋鐘（礒部花凜）、田中摩美々（菅沼千紗）、白瀬咲耶（八巻アンナ）、三峰結華（希水しお）、幽谷霧子（結名美月）、小宮果穂（河野ひより）、園田智代子（白石晴香）、西城樹里（永井真里子）、杜野凛世（丸岡和佳奈）、有栖川夏葉（涼本あきほ）、大崎甘奈（黒木ほの香）、大崎甜花（前川涼子）、桑山千雪（芝崎典子）、芹沢あさひ（田中有紀）、黛冬優子（幸村恵理）、和泉愛依（北原沙弥香）
19. ↑  櫻木真乃（関根瞳）、風野灯織（近藤玲奈）、八宮めぐる（峯田茉優）、月岡恋鐘（礒部花凜）、田中摩美々（菅沼千紗）、白瀬咲耶（八巻アンナ）、三峰結華（希水しお）、幽谷霧子（結名美月）、小宮果穂（河野ひより）、園田智代子（白石晴香）、西城樹里（永井真里子）、杜野凛世（丸岡和佳奈）、有栖川夏葉（涼本あきほ）、大崎甘奈（黒木ほの香）、大崎甜花（前川涼子）、桑山千雪（芝崎典子）、芹沢あさひ（田中有紀）、黛冬優子（幸村恵理）、和泉愛依（北原沙弥香）、浅倉透（和久井優）、樋口円香（土屋李央）、福丸小糸（田嶌紗蘭）、市川雛菜（岡咲美保）